# Friedberg, Steiermark
Friedberg là một đô thị thuộc huyện Hartberg thuộc bang Steiermark, nước Áo. Đô thị Friedberg, Steiermark có diện tích 25,87 km², dân số thời điểm cuối năm 2005 là 2614 người.